# Vườn quốc gia Waychinicup
Vườn quốc gia Waychinicup nằm ở Tây Úc, cách Perth 404 kilômét (251 mi) về phía đông nam và cách Albany 65 kilômét (40 mi) phía đông. Nơi này tiếp giáp Nam Đại Dương về phía nam, Khu bảo tồn thiên nhiên Núi Manypeaks về phía đông và đất nông nghiệp ở phía bắc. Đường bờ biển của nó chạy giữa Bãi biển Normans và Bãi biển Cheynes, gần Vịnh Bremer. Khu bảo tồn Thiên nhiên Đảo Hói nằm ngoài khơi gần đó. Nơi này có rất nhiều loại cảnh quan, từ bờ biển gồ ghề đến các đỉnh đồi rải đá cuội. Những thung lũng sâu đầy cây cối có những dòng nước ngọt chảy qua, với những tảng đá phủ đầy rêu. Các tiện nghi được cung cấp bao gồm khu cắm trại và nhà vệ sinh trong bụi rậm gần đầu vào của Sông Waychinicup.